# Волчин
Во̀лчин (на полски: Wołczyn; на немски: Konstadt) е град в Южна Полша, Ополско войводство, Ключборски окръг. Административен център е на градско-селската Волчинска община. Заема площ от 7,47 км2.

## Население
Според данни от полската Централна статистическа служба, към 31 декември 2013 г. населението на града възлиза на 5 986 души. Гъстотата е 801 души/км2.